# メシチョフスク
座標: 北緯54度19分28秒 東経35度16分51秒 / 北緯54.32444度 東経35.28083度

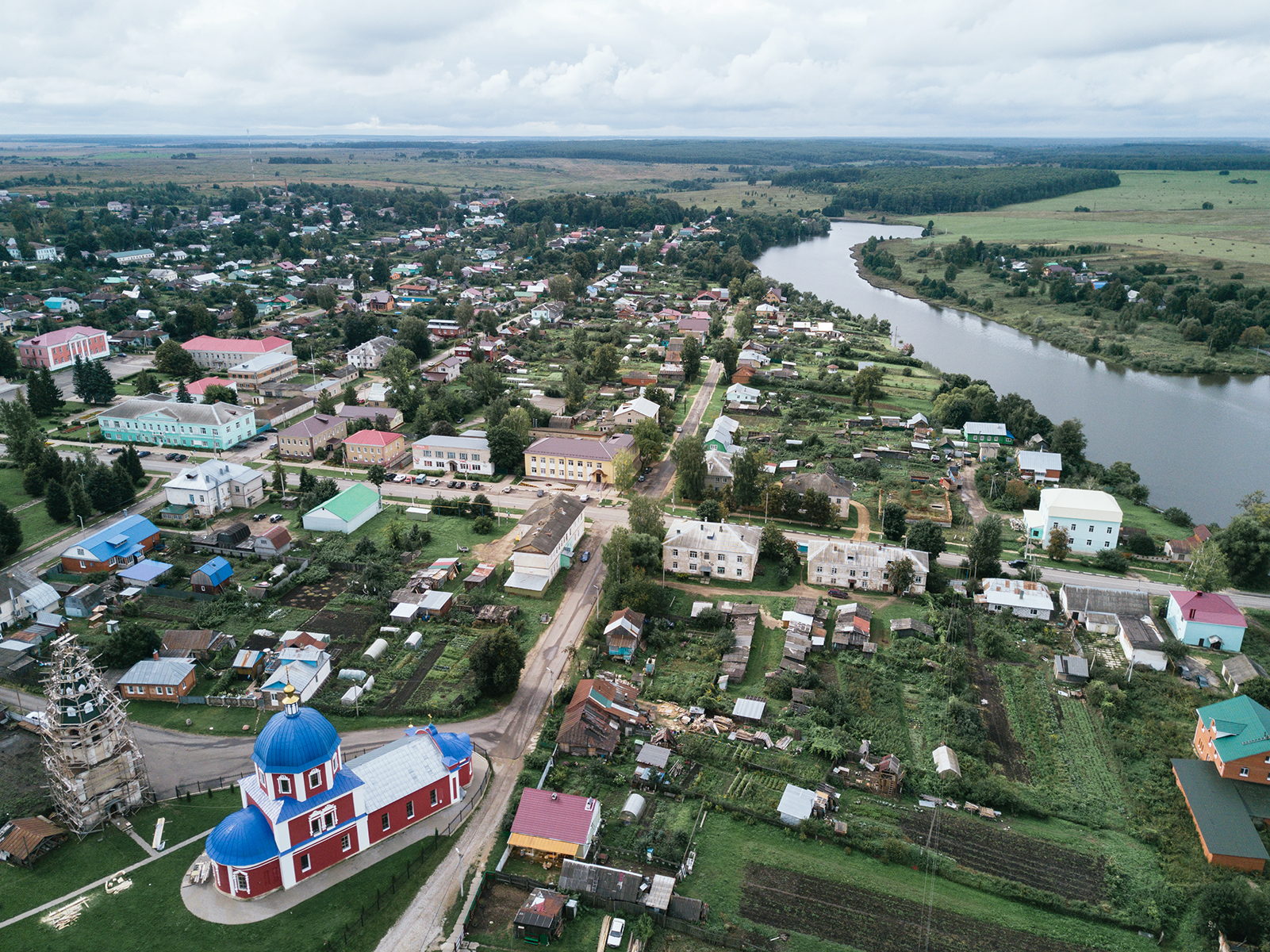

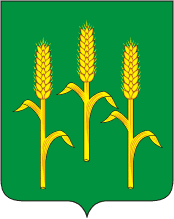
メシチョフスクの紋章

メシチョフスク（メショーフスク、メショフスク、ロシア語: Мещо́вск; Meshchovsk）は、ロシア連邦のカルーガ州にある町。人口は3,810人（2021年）。州都カルーガから南西へ85キロメートル。オカ川水系に属するトゥレヤ川（Турея）沿いに建つ。

## 歴史
メシチョフスクの名が年代記に初出するのは1238年のモンゴル帝国のルーシ侵入の際のことである。ノヴゴロド・セーヴェルスキー公の治める地方に含まれていたメシチョフスクは大きな打撃を受けた。その後の中世後期には、この地にはオカ川上流公国群のうちの一つでメゼスキー公が代々治める小さな公国があり、リトアニア大公国への貢納を強いられてきた。当時はメズチェフスク（Мезсчевск）、メゼツク（Мезецк）、メゼチェスク（Мезеческ）、メシチェフスク（Мещерск）などさまざまな表記がなされているが、バルト語派の言葉で森を意味する語から派生したと考えられている（例えばラトビア語では、森のことを mežs という）。
15世紀にはリトアニア大公国の一部と化したが、1503年にモスクワ大公国により征服された。1584年には南方のクリミア・ハン国により攻め落とされ、大動乱期には偽ドミトリー2世の軍隊に占領されている。またロシア・ポーランド戦争末期の1617年にはポーランド軍に暫時占領されている。
1776年にはメシチョフスクは市の地位を与えられ、あわせて郡の行政中心地となった。1846年には、ロシア帝国末期の警察官僚・内務大臣であるヴャチェスラフ・フォン・プレーヴェがこの地で生まれている。
第二次世界大戦の独ソ戦（大祖国戦争）では、1941年10月7日にドイツ国防軍により占領されたが、モスクワ付近から前線を西へ押し返した赤軍西部戦線の反攻により1942年1月6日に解放された。

## 文化
メシチョフスクの重要な建物には1832年に建てられた生神女福音大聖堂があり、1907年に建てられた鐘楼が付属する。この鐘楼は時計塔にもなっているが、これはロシアの聖堂には珍しいものである。
また19世紀に建てられたスヴャト＝ゲオルギエフスキー修道院もある。ソビエト連邦時代には閉鎖されていたが、2003年に再び修道院となっている。

## 経済
メシチョフスク市には建材工場や食品工場など小さな工場が立地している。
最寄の駅は、モスクワ・ブリャンスク・キエフ間の幹線鉄道上に1899年に開業したクドリンスカヤ駅で、メシチョフスクからは21キロ東に位置している。モスクワからブリャンスクを経てキエフ方面につながっているM3幹線道路も市街地の12キロ南東を通っている。